# Aplidium peresi
Aplidium peresi är en sjöpungsart som beskrevs av Monniot 1970. Aplidium peresi ingår i släktet Aplidium och familjen klumpsjöpungar. Inga underarter finns listade i Catalogue of Life.